# Comuna Ceapaievka, Dîkanka
Ceapaievka (în ucraineană Чапаєвка) este o comună în raionul Dîkanka, regiunea Poltava, Ucraina, formată din satele Ceapaievka (reședința), Deacikove, Kokozivka și Mijhirea.

## Demografie
Componența lingvistică a comunei Ceapaievka
     Ucraineană (96,8%)
     Rusă (2,86%)
     Alte limbi (0,34%)
Conform recensământului din 2001, majoritatea populației comunei Ceapaievka era vorbitoare de ucraineană (96,8%), existând în minoritate și vorbitori de rusă (2,86%).